# Eugenio Zerda
Eugenio Zerda (Bogotá, 1879-ibídem, 1945) fue un pintor y músico colombiano neocostumbrista, influenciado por el impresionismo europeo. Hijo del médico - químico Liborio Zerda. Fue esposo de Susana Jiménez de Zerda, y padre de Leopoldo Zerda, Ricardo Zerda, Helena Zerda y Cecilia Zerda; presuntamente retratados en su pintura: El baño (1910), (El Parque) y (Los Gallegos - obra no conocida por el público).
Estudio en la Escuela de Bellas Artes de Bogotá (actual Facultad de Artes de la Universidad Nacional de Colombia), donde fue discípulo de Enrique Recio y Gil y de Andrés de Santa María. Participó en 1910 en la exposición del Centenario de la independencia, donde obtuvo el primer lugar con dos de sus pinturas: Las costureras y El baño. Danny Ortega Clavijo, desarrolla un estudio sobre la relevancia de la pintura: El baño, como construcción de nuevos valores de distinción social en la sociedad bogotana, que daba paso a la construcción de la intimidad en la familia. burguesa. En 1919, pasaría a ser parte del plantel docente de la Escuela de Bellas Artes de Bogotá. Durante el año siguiente, viajó por Europa y sus más importantes museos, y participó en la Exposición Iberoamericana de Sevilla. En 1942 participó en el III. Salón Anual de Artistas Colombianos con el Retrato de doña Amparo Uribe de Escobar y el retrato de la niña María Clara Uribe Tobar. 
German Rubiano Caballero dice sobre Zerda que, dentro de sus pinturas, se evidenciaba un claro afán narrativo y anecdótico. Zerda fue criticado muchas veces por su encendido uso del color y elogiado por su dibujo altamente preciso.  Para el final de sus días, debido a una enfermedad coronaria y a su carácter, hizo que destruyera muchas de sus pinturas por lo que en la actualidad son pocas las obras que se tienen.